# Torsion
Pour les articles homonymes, voir Torsion (homonymie).
 (août 2019).
Si vous disposez d'ouvrages ou d'articles de référence ou si vous connaissez des sites web de qualité traitant du thème abordé ici, merci de compléter l'article en donnant les références utiles à sa vérifiabilité et en les liant à la section « Notes et références ».

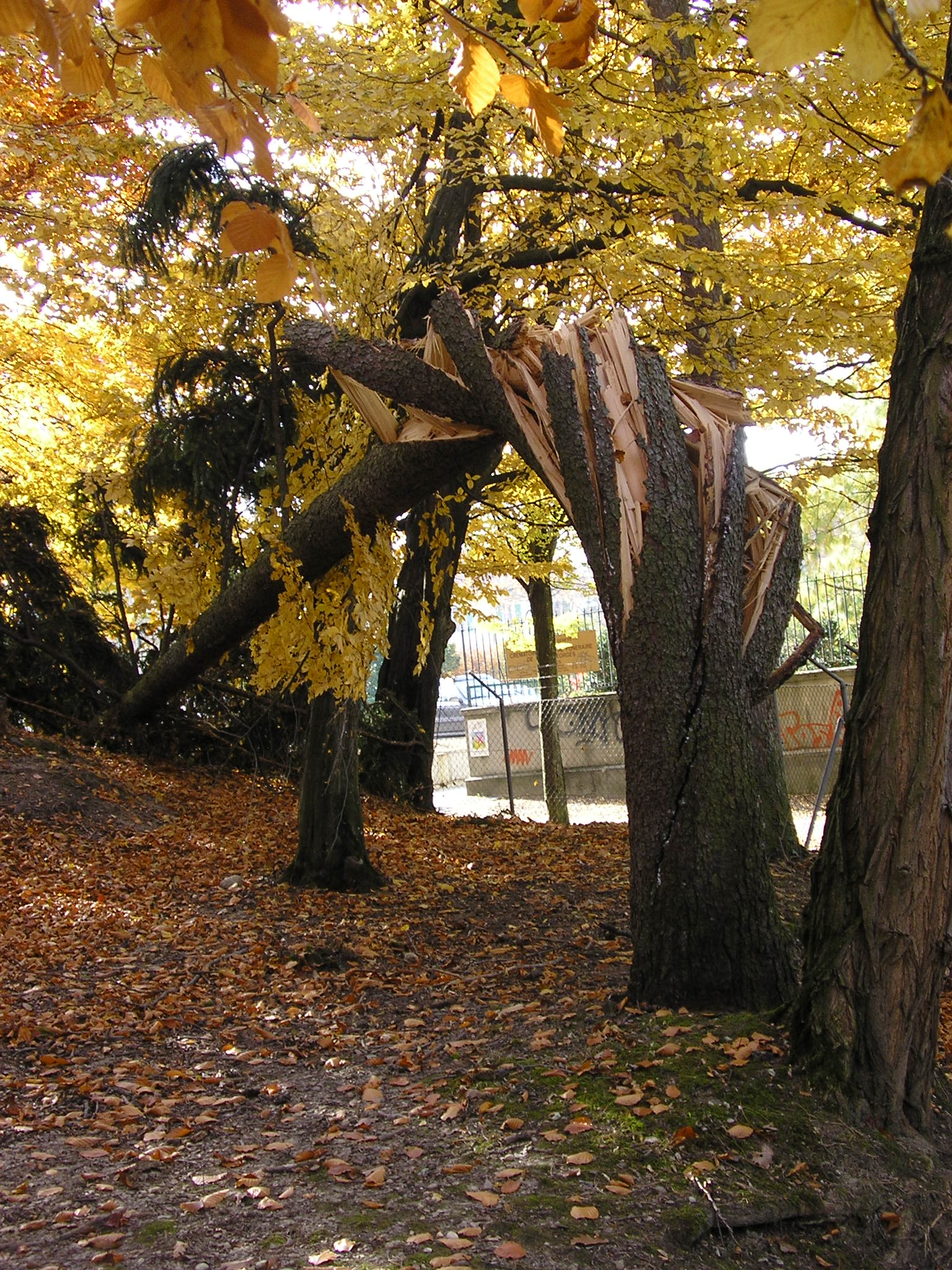
Sapin tordu et couché par la bise.

La torsion est le fait de vriller une pièce, comme lorsque l'on essore une serpillière — notons que dans le langage courant, « tordre » désigne plutôt ce que l'on appelle la flexion en mécanique.
Pour être plus précis, la torsion est la sollicitation subie par un corps soumis à l'action d'un couple de forces opposées agissant dans des plans parallèles et dont l'élément de réduction est un moment de force agissant dans l'axe de la poutre.

## Applications

### Arbres de transmission

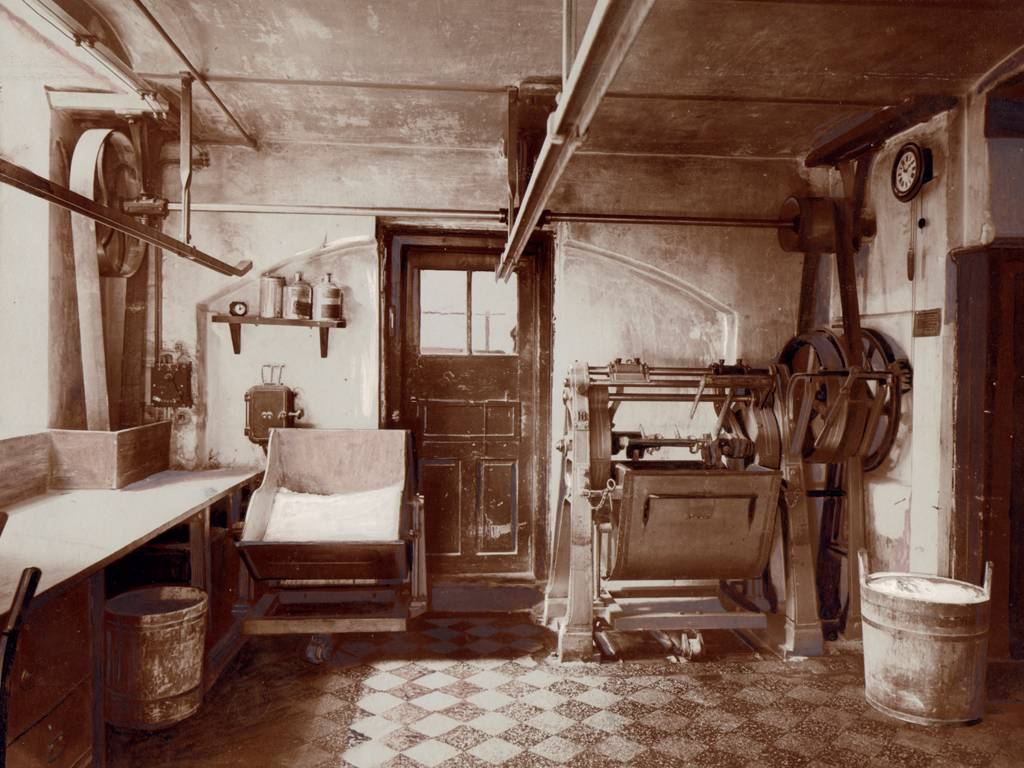
Pétrin mécanisé (XIXe siècle) : l'arbre, suspendu au plafond au-dessus de la porte, transmet l'effort entre le moteur (sous le plan de travail à gauche) et le pétrin à droite (transmission par poulies-courroies).

Modèle mécanique de l'arbre et diagramme du moment de torsion M_{t} : idéal (sans frottement) en noir, réel en bleu.

Les arbres de transmission mécanique sont un exemple typique de torsion. En régime permanent (hors démarrage, arrêt de la machine et changement de régime), l'arbre est animé d'un mouvement de rotation uniforme. Le couple moteur s'équilibre avec le couple résistant (frottements des paliers) et la charge (effort fourni par la machine). Ainsi, bien que le système soit en mouvement, on peut l'étudier par la statique.
Si l'on néglige les frottements, alors le couple charge Cc est égal en intensité au couple moteur Cm. L'arbre est à l'équilibre sous l'effet de ces deux couples opposés, le moment de torsion Mt est uniforme (Mt = Cc = Cm en valeur absolue). Si l'on prend en compte les frottements dans les paliers, alors le Cc < Cm, et Mt est uniforme par parties.
Notons que les courroies exercent une force vers le bas (une tension de courroie est nécessaire à la transmission par adhérence), l'arbre est donc également soumis à de la flexion.

### Ressorts et assimilés

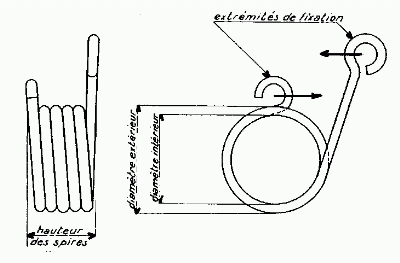
Ressort hélicoïdal de torsion.

Un ressort est une pièce destinée à opposer un effort en se déformant. Lorsque l'on parle de torsion, il faut distinguer trois cas :
- les ressorts de torsion : leur rôle est d'opposer un couple, un « effort tournant », c'est le cas par exemple du ressort de la pince à linge ; du point de vue de la matière, le fil de ce ressort se déforme en flexion ;
- les ressorts dont la matière est soumise à de la torsion : c'est le cas des ressorts de traction et des ressorts de compression (ressorts hélicoïdaux).
- les barres et fils de torsion : ce sont des ressorts de torsion dont la matière se déforme en torsion :
  - les barres de torsion sont des barres métalliques peu déformables (rigide) ; elles sont notamment utilisées pour la suspension de véhicules automobiles,
  - La balance de torsion est un appareil servant à mesurer l'intensité de petites forces au moyen du couple de torsion d'un fil métallique.

## Torsion enthéorie des poutres

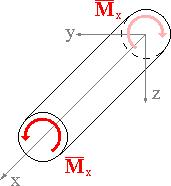
Moments de force résultant de l'action d'un couple de forces dans deux plans parallèles.

### Torsion uniforme et non uniforme
La torsion s'exprime sous la forme d'un moment de torsion {\displaystyle M_{t}} agissant dans l'axe {\displaystyle x} de la poutre. Sous l'effet de la torsion, les sections transversales de la poutre ne restent généralement pas planes, on doit abandonner l'hypothèse de Bernoulli ; on dit qu'elles « gauchissent ». Lorsque leur gauchissement est libre, seules des contraintes tangentielles {\displaystyle \tau } apparaissent et la poutre n'est soumise qu'à de la torsion dite « uniforme » (ou « torsion de Saint-Venant »).
Lorsque leur gauchissement est empêché, par exemple par un encastrement en rotation, ou que le moment de torsion n'est pas constant, provoquant un gauchissement variable d'une section transversale à l'autre, des contraintes normales {\displaystyle \sigma } apparaissent en plus des contraintes de cisaillement et la barre est soumise à de la torsion « non uniforme ».
La torsion non uniforme est toujours accompagnée de la torsion uniforme. Le moment de torsion {\displaystyle M_{t}} peut donc se décomposer en la somme
- d'une part uniforme {\displaystyle M_{y}} (générant de la contrainte tangentielle {\displaystyle \tau }) et
- d'une part non uniforme {\displaystyle M_{w}} (générant de la contrainte normale {\displaystyle \sigma }).

Une section fermée ou trapue (compacte) travaille principalement en torsion uniforme ; dans le cas d'une poutre dont la section présente une symétrie de révolution (section circulaire ou annulaire par exemple), les contraintes de cisaillement varient de manière linéaire lorsque l'on s'éloigne de la fibre neutre.
Les sections ouvertes ou sans symétrie de révolution travaillent principalement en torsion non uniforme et le problème est plus complexe. En particulier, la contrainte à une surface libre (qui n'est pas en contact avec une autre pièce) est nécessairement dans le plan tangent à cette surface, et notamment la contrainte à un angle libre est nécessairement nulle.
Lorsqu'aucune part de torsion n'est prédominante, on parle de « torsion mixte » ; c'est le cas notamment des profilés laminés.

### Torsion uniforme d'un arbre circulaire

#### Déformation

Déformation d'une génératrice et angle de torsion.

Considérons une poutre de longueur {\displaystyle L}, encastrée à une extrémité, l'autre extrémité étant libre. Traçons un rayon sur la section droite de l'extrémité libre ; en petites déformations, on suppose que ce rayon reste rectiligne, il tourne d'un angle {\displaystyle \alpha }. On suppose que la déformation est homogène, l'angle autour duquel tourne une section droite quelconque dépend de manière linéaire de la distance à l'encastrement. On définit le taux de rotation, ou angle unitaire de torsion {\displaystyle \theta } par :
{\displaystyle \theta =\alpha /L}
{\displaystyle \theta } s'exprime en radian par mètre (rad/m).
Si l'on trace une génératrice, celle-ci prend la forme d'une hélice.

#### Contraintes

Répartition des contraintes sur l'axe vertical dans le cas d'un arbre plein (gauche) et d'un tube (droite).

Selon la théorie d'Euler-Bernoulli, si l'on reste en petites déformations, le moment de torsion {\displaystyle M_{t}} crée des cissions (contraintes de cisaillement) {\displaystyle \tau } qui sont proportionnelles à la distance {\displaystyle r} par rapport à l'axe de torsion : 
{\displaystyle \tau (r)={\frac {\mathrm {M_{t}} }{\mathrm {I_{\mathrm {G} }} }}r}
où
- {\displaystyle M_{t}} est le moment de torsion ;
- {\displaystyle I_{G}} est le moment quadratique de torsion, dépendant de la forme de la section (diamètre extérieur, et diamètre intérieur dans le cas d'un tube).

L'angle unitaire de torsion est donné par
{\displaystyle \theta ={\frac {\mathrm {M_{t}} }{\mathrm {G} \cdot \mathrm {I_{\mathrm {G} }} }}}
Où G est le module de cisaillement ou module de Coulomb.
Pour un arbre plein, on a
{\displaystyle \mathrm {I_{G}} ={\frac {\pi \mathrm {D} ^{4}}{32}}}
où D est le diamètre. Pour un tube, on soustrait simplement le moment quadratique de la partie évidée :
{\displaystyle \mathrm {I_{G}} ={\frac {\pi (\mathrm {D} ^{4}-d^{4})}{32}}}
où D est le diamètre extérieur et d est le diamètre intérieur.
La cission maximale vaut
{\displaystyle \tau _{\mathrm {max} }={\frac {\mathrm {M_{t}} }{\mathrm {I_{G}} }}v={\frac {\mathrm {M_{t}} }{\left({\frac {\mathrm {I_{G}} }{v}}\right)}}}
où {\displaystyle v} est le rayon extérieur de la pièce ({\displaystyle D/2}). La quantité {\displaystyle C=(I_{G}/v)} est appelée module de torsion.
| Grandeur    | Unité internationale | Unité usuelle | Unité pour les calculs |
| ----------- | -------------------- | ------------- | ---------------------- |
| Mt          | N m                  | N m           | N mm                   |
| IG          | m4                   | cm4           | mm4                    |
| v           | m                    | cm            | mm                     |
| C = (IG/v ) | m3                   | cm3           | mm3                    |
| τ           | Pa                   | MPa           | MPa                    |

### Torsion d'une section prismatique

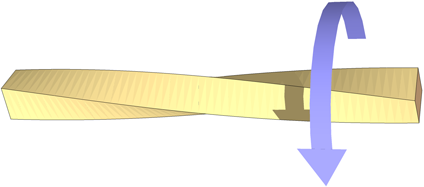
Torsion d'une barre de section carrée.

Le cas des sections non circulaires est plus complexe. En particulier, en un point A donné, le vecteur rayon {\displaystyle {\overrightarrow {\mathrm {GA} }}} n'est pas perpendiculaire au vecteur contrainte en A, ce qui complique le calcul du moment.
Par ailleurs, dans le cas d'une section prismatique, il y a gauchissement de la section (torsion non prismatique).
Les équations de l'élasticité (conditions d'équilibre d'un élément de matière) indiquent qu'à une surface libre, le vecteur contrainte est tangent à la surface ; en particulier, à un angle de la section (c'est-à-dire sur une arête de la poutre), le vecteur contrainte est nul. La contrainte est maximale au milieu des faces libres.
Le tableau suivant donne la composante uniforme de la torsion. La torsion d'un cylindre plein est rappelée à titre de comparaison.
| Forme                          | Lieux où la cission est maximale | Contrainte maximale τmax (MPa)                                   | Angle unitaire de torsion θ (rad/m)                                           |
| ------------------------------ | -------------------------------- | ---------------------------------------------------------------- | ----------------------------------------------------------------------------- |
| Cylindre plein de diamètre D   |                                  | {\displaystyle {\frac {5,09\mathrm {M_{t}} }{\mathrm {D} ^{3}}}} | {\displaystyle {\frac {10,19\mathrm {M_{t}} }{\mathrm {G} \mathrm {D} ^{4}}}} |
| Triangle équilatéral de côté a |                                  | {\displaystyle {\frac {20\mathrm {M_{t}} }{a^{3}}}}              | {\displaystyle {\frac {46\mathrm {M_{t}} }{\mathrm {G} a^{4}}}}               |
| Carré de côté a                |                                  | {\displaystyle {\frac {4,81\mathrm {M_{t}} }{a^{3}}}}            | {\displaystyle {\frac {7,10\mathrm {M_{t}} }{\mathrm {G} a^{4}}}}             |
| Rectangle de côté b×h (h > b)  |                                  | {\displaystyle {\frac {\mathrm {M_{t}} }{k_{1}b^{2}h}}}          | {\displaystyle {\frac {\mathrm {M_{t}} }{k_{2}\mathrm {G} b^{3}h}}}           |

Contrainte sur les axes y et z.

Dans le cas de la section rectangulaire, la contrainte est maximale au milieu de la grande face :
{\displaystyle \tau _{max}=\tau _{z}}.
La contrainte au milieu de la petite face vaut :
{\displaystyle \tau _{y}=\eta \times \tau _{z}=\eta \times \tau _{max}}.
Les coefficients {\displaystyle k_{1}}, {\displaystyle k_{2}} et {\displaystyle \eta } dépendent du rapport {\displaystyle h/b} et sont donnés dans la table ci-dessous.
| {\displaystyle h/b}   | 1     | 1,2   | 1,5   | 1,75  | 2     | 2,5   | 3     | 4     | 5     | 6     | 8     | 10    | {\displaystyle \infty } |
| --------------------- | ----- | ----- | ----- | ----- | ----- | ----- | ----- | ----- | ----- | ----- | ----- | ----- | ----------------------- |
| {\displaystyle k_{1}} | 0,208 | 0,216 | 0,231 | 0,239 | 0,246 | 0,258 | 0,267 | 0,282 | 0,291 | 0,299 | 0,307 | 0,313 | 1/3                     |
| {\displaystyle k_{2}} | 0,141 | 0,166 | 0,196 | 0,214 | 0,229 | 0,249 | 0,263 | 0,281 | 0,291 | 0,299 | 0,307 | 0,313 | 1/3                     |
| {\displaystyle \eta } | 1     |       | 0,859 | 0,820 | 0,795 | 0,766 | 0,753 | 0,745 |       | 0,743 | 0,742 | 0,742 | 0,742                   |

### Torsion d'une section creuse fermée
Considérons un tube à paroi mince, la forme de la section étant quelconque mais fermée. L'équilibre d'un élément donne tout de suite que le produit de la contrainte moyenne (sur la ligne médiane) par l'épaisseur, {\displaystyle \tau \times e}, est uniforme. On a :
{\displaystyle \phi =\tau \times e={\frac {\mathrm {M_{t}} }{2\mathrm {A} }}}
où {\displaystyle A} est l'aire comprise à l'intérieur de la ligne moyenne. Comme la paroi est mince, on peut considérer par approximation que la contrainte maximale est égale à la contrainte moyenne.